# Arthraerua
Arthraerua é um género botânico pertencente à família Amaranthaceae.

## Espécies
- Arthraerua leubnitziae